# دون بينتون
دون بينتون (بالإنجليزية: Don Benton)‏ هو سياسي أمريكي، ولد في 8 أبريل 1957 في لوس أنجلوس في الولايات المتحدة. حزبياً، نشط في الحزب الجمهوري.